# Republiek Texas
De Republiek Texas (Engels: Republic of Texas) was een onafhankelijk land tussen Mexico en de Verenigde Staten dat bestond van 1836 tot 1845. Het grondgebied viel min of meer samen met de hedendaagse Amerikaanse staat Texas plus een groot stuk land ten noordwesten hiervan. De precieze grenzen van de Republiek Texas waren omstreden. In 1845 werd Texas een van de deelstaten van de Verenigde Staten.

## Geschiedenis
Vóór de Mexicaanse Onafhankelijkheidsoorlog was Texas een onderdeel van Nieuw-Spanje. Na de Mexicaanse onafhankelijkheid werd het een deel van de staat Coahuila y Texas. Een groot deel van het gebied was echter nog nauwelijks onder controle en werd in feite door indianen geregeerd. Kolonisten uit de Verenigde Staten trokken Texas binnen. De Mexicaanse overheid stond dit toe, zolang ze bereid waren rooms-katholiek te worden en trouw te zweren aan de Mexicaanse vlag. Veel immigranten hielden zich hier echter niet aan. Velen waren filibusters, die van plan waren Texas voor de VS te annexeren. Nadat president Vicente Guerrero in 1829 de slavernij in Mexico had afgeschaft namen de spanningen toe. De Mexicaanse overheid wilde haar controle over Texas versterken, zodat de Texaanse Revolutie uitbrak in oktober 1835. Maar na de nederlaag van de Mexicaanse generaal Santa Anna verklaarde Texas zich onafhankelijk eind april 1836.
Aanvankelijk waren de Mexicanen succesrijk met Santa Anna's overwinning bij de legendarische slag om de Alamo, waarbij de Texaanse held Davy Crockett om het leven kwam. Maar op 21 april 1836 werden de Mexicanen weer verslagen in de Slag bij San Jacinto. Volgens de legende werd Santa Anna verleid door "Yellow Rose", een Texaanse en werd hij 'met de broek op de knieën' gevangengenomen. In ruil voor zijn vrijlating trok hij zich terug tot voorbij de Rio Grande. Sam Houston, de overwinnaar van San Jacinto, werd de eerste president. De Mexicaanse regering was woedend en weigerde de onafhankelijkheid te erkennen. De Republiek Texas werd alleen erkend door de Verenigde Staten, Frankrijk, België, het Verenigd Koninkrijk, Nederland en de eveneens van Mexico afgescheiden Republiek Yucatán.
Er ontstond binnen de republiek een politieke strijd. De nationalisten, onder Mirabeau B. Lamar, wilden de onafhankelijkheid behouden, de indianen Texas uitzetten en het Texaanse grondgebied uitbreiden tot aan de Grote Oceaan. Hun tegenstanders, onder leiding van Sam Houston, wilden daarentegen vreedzaam samenleven met de indianen en Texas bij de VS voegen.
Op 1 maart 1845 ondertekende de Amerikaanse president John Tyler een wet die de annexatie van Texas mogelijk maakte. Later dat jaar stemden de Texanen in een referendum voor annexatie, waarna Texas op 29 december als deelstaat in de VS werd opgenomen. Doordat de westgrenzen van Texas niet duidelijk afgebakend waren, was er nu een groot stuk land dat zowel door de VS als door Mexico werd geclaimd. Dit leidde een jaar later tot een nieuwe oorlog, de Mexicaans-Amerikaanse Oorlog.

## Lijst van presidenten
- 1836 (interim): David G. Burnet
- 1836–1838: Sam Houston
- 1838–1841: Mirabeau B. Lamar
- 1841–1844: Sam Houston
- 1844–1845: Anson Jones